# Кинич-Ханаб-Пакаль II

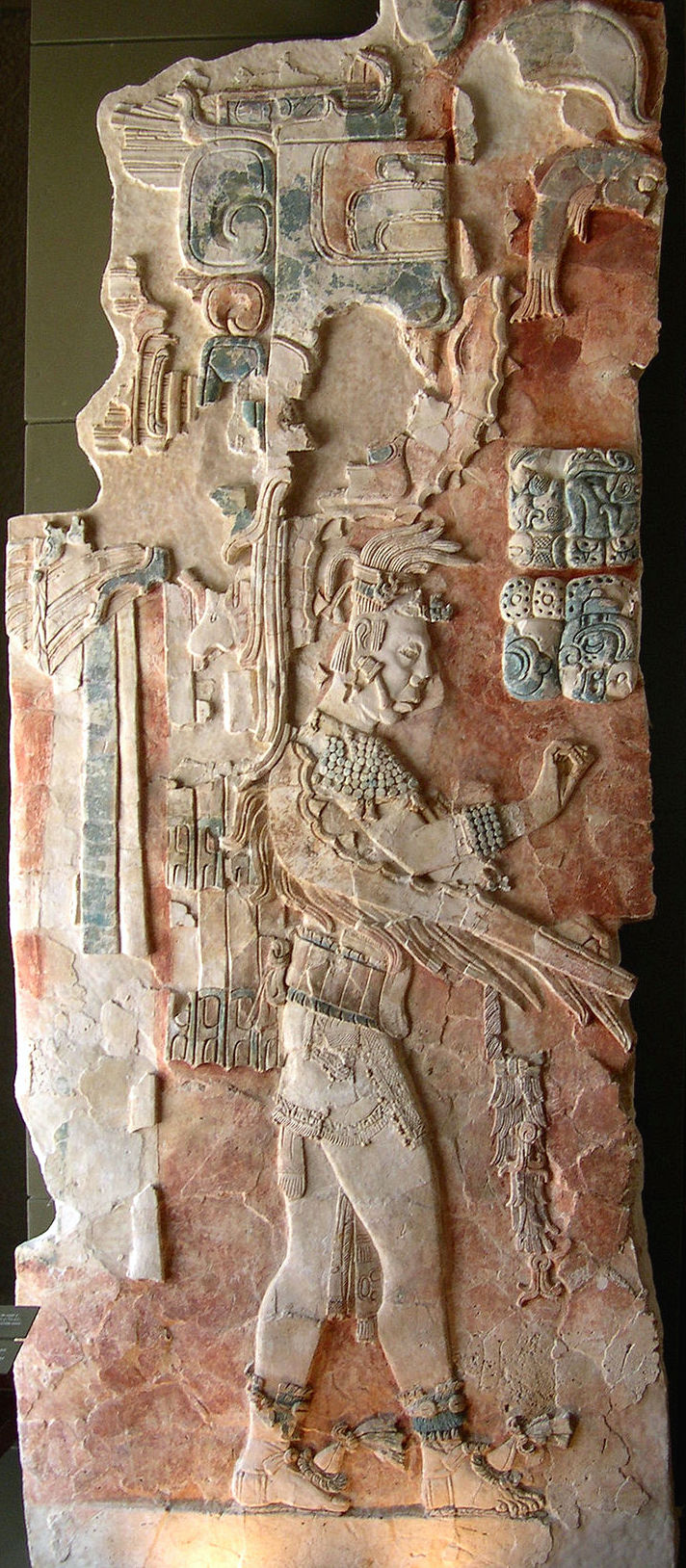
Кинич-Ханаб-Пакаль II

Кинич-Ханаб-Пакаль II (kʼinich-jana꞉b-pa-ka-la «Сияющий ... щит»), также известный как Упакаль-Кинич (u-pakal-la-kʼinich «Щит бога солнца»; ? — ?) — правитель Баакульского царства со столицей в Лакам-Ха (Паленке).

## Биография
Кинич-Ханаб-Пакаль II является преемником Акуль-Мо-Наба III. О его правлении почти ничего неизвестно, единственное свидетельство о его царствовании является Храм XIX, где описывается назначение высокопоставленного лица на должность Кинич-Ханаб-Пакалем II 9.15.10.10.13. 8 Ben 16 Kumk'u (29 января 742 года).
Его имя при рождении — Упакаль-Кинич, но во время правления он взял имя своего деда Пакаля и правил как Кинич-Ханаб-Пакаль II. Однако, чтобы его могли отличать от его деда, он объединил своё имя при рождении и тронное имя в надписях.
Во время его правления аристократка из Паленке Иш-Чак-Ник-Йе-Шоок отправилась в Копан и вышла замуж за его правителя Как-Йипйах-Чан-Кавиилья, от которого она родила следующего правителя Копана Йаш-Пасах-Чан-Йопаата.

### Семья
Вероятно, его отцом был Акуль-Мо-Наб III. Но рельеф из Храма XXI, позволяет предположить, что он был его братом. На рельефе изображён Пакаль во время жертвоприношения, его сопровождают Акуль-Мо-Наб III и Кинич-Ханаб-Пакаль II, которые упоминаются здесь по детским именам. Семейные отношения между Кинич-Ханаб-Пакалем II и его преемником Кинич-Кан-Баламом III неизвестны.

## Внешние ссылки
- Упакаль-К’инич-(К’инич)-Ханааб-Пакаль II Архивная копия от 5 августа 2021 на Wayback Machine
- Последние страницы истории Баакуля Архивная копия от 5 августа 2021 на Wayback Machine
- Genealogy of rulers at Palenque Архивная копия от 3 августа 2021 на Wayback Machine
- K'inich Janaab Pakal II Архивная копия от 5 августа 2021 на Wayback Machine
- Peter Matthews: Who’s who in the Classic Maya World Архивная копия от 5 августа 2021 на Wayback Machine